# Nuoto ai campionati europei di nuoto 2024 - 50 metri farfalla femminili
La gara degli 50 metri farfalla femminili dei campionati europei di nuoto 2024 si è svolta il 18 e il 19 giugno 2024 presso il Centro Sportivo Milan Gale Muškatirović di Belgrado.

## Podio
| Pos.    | Atleta            | Nazione |
| ------- | ----------------- | ------- |
| Oro     | Sara Junevik      | Svezia  |
| Argento | Roos Vanotterdijk | Belgio  |
| Bronzo  | Anna Ntountounaki | Grecia  |

## Record
Prima della manifestazione il record del mondo (RM) e il record dei campionati (RC) erano i seguenti.
|  | 24"43 | Sarah Sjöström | 5 luglio 2014 Borås    |
|  | 24"43 | Sarah Sjöström | 5 luglio 2014 Borås    |
|  | 24"87 | Sarah Sjöström | 18 agosto 2014 Berlino |

Durante la competizione non sono stati migliorati record.

## Programma
| Data           | Ora   | Turno      |
| -------------- | ----- | ---------- |
| 18 giugno 2024 | 9:30  | Batterie   |
| 18 giugno 2024 | 19:12 | Semifinali |
| 19 giugno 2024 | 18:47 | Finale     |

## Risultati

### Batterie
| Pos. | Batteria | Corsia | Atleta                      | Nazionalità | Tempo       | Note |
| ---- | -------- | ------ | --------------------------- | ----------- | ----------- | ---- |
| 1    | 4        | 4      | Sara Junevik                | Svezia      | 26"01       | Q    |
| 2    | 2        | 6      | Tamara Potocká              | Slovacchia  | 26"12       | Q    |
| 3    | 2        | 3      | Jana Pavalić                | Croazia     | 26"25       | Q    |
| 4    | 2        | 4      | Anna Ntountounaki           | Grecia      | 26"28       | Q    |
| 4    | 4        | 6      | Julie Kepp Jensen           | Danimarca   | 26"28       | Q    |
| 6    | 4        | 5      | Paulina Peda                | Polonia     | 26"31       | Q    |
| 7    | 3        | 3      | Anna Dowgiert               | Polonia     | 26"32       | Q    |
| 7    | 4        | 2      | Roos Vanotterdijk           | Belgio      | 26"32       | Q    |
| 9    | 2        | 5      | Emilie Beckmann             | Danimarca   | 26"52       | Q    |
| 9    | 3        | 2      | Jessica Felsner             | Germania    | 26"52       | Q    |
| 11   | 3        | 6      | Elisabeth Ebbesen           | Danimarca   | 26"61       |      |
| 12   | 2        | 7      | Wiktoria Piotrowska         | Polonia     | 26"66       |      |
| 13   | 4        | 3      | Julia Maik                  | Polonia     | 26"67       |      |
| 14   | 2        | 2      | Ariel Hayon                 | Israele     | 26"72       | Q    |
| 15   | 3        | 5      | Daryna Nabojčenko           | Rep. Ceca   | 26"75       | Q    |
| 15   | 4        | 7      | Mariangela Boitsuk          | Estonia     | 26"75       | Q    |
| 17   | 3        | 1      | Lora Komoróczy              | Ungheria    | 26"86       | Q    |
| 18   | 3        | 7      | Lillian Slušná              | Slovacchia  | 26"99       | Q    |
| 19   | 4        | 1      | Julia Ullmann               | Svizzera    | 27"09       | Q    |
| 20   | 2        | 1      | Aliisa Soini                | Finlandia   | 27"23       |      |
| 21   | 2        | 8      | Mina Kaljević               | Serbia      | 27"36       |      |
| 22   | 4        | 0      | Edith Jernstedt             | Svezia      | 27"38       |      |
| 23   | 4        | 8      | Nina Stanisavljević         | Serbia      | 27"46       |      |
| 24   | 3        | 9      | Mia Pentti                  | Finlandia   | 27"66       |      |
| 25   | 2        | 0      | Jóhanna Elín Guðmundsdóttir | Islanda     | 27"99       |      |
| 26   | 4        | 9      | Anna Hadjiloizou            | Cipro       | 28"02       |      |
| 27   | 3        | 0      | Mariam Sheikhalizadeh       | Azerbaigian | 28"04       |      |
| 28   | 1        | 4      | Varsenik Manucharyan        | Armenia     | 28"16       |      |
| 29   | 1        | 3      | Yeva Karapetyan             | Armenia     | 29"33       |      |
| 30   | 1        | 5      | Arla Dermishi               | Albania     | 29"82       |      |
| DNS  | 3        | 4      | Neža Klančar                | Slovenia    | Non partita |      |
| DNS  | 3        | 8      | Kalia Antoniou              | Cipro       | Non partita |      |

### Semifinali
| Pos. | Batteria | Corsia | Atleta             | Nazionalità | Tempo | Note |
| ---- | -------- | ------ | ------------------ | ----------- | ----- | ---- |
| 1    | 2        | 4      | Sara Junevik       | Svezia      | 25"84 | Q    |
| 2    | 1        | 5      | Anna Ntountounaki  | Grecia      | 26"12 | Q    |
| 3    | 1        | 6      | Roos Vanotterdijk  | Belgio      | 26"23 | Q    |
| 4    | 1        | 3      | Paulina Peda       | Polonia     | 26"24 | Q    |
| 5    | 1        | 4      | Tamara Potocká     | Slovacchia  | 26"33 | Q    |
| 5    | 2        | 3      | Julie Kepp Jensen  | Danimarca   | 26"33 | Q    |
| 7    | 2        | 5      | Jana Pavalić       | Croazia     | 26"38 | Q    |
| 8    | 2        | 6      | Anna Dowgiert      | Polonia     | 26"43 | Q    |
| 9    | 1        | 7      | Daryna Nabojčenko  | Rep. Ceca   | 26"58 |      |
| 9    | 2        | 8      | Lillian Slušná     | Slovacchia  | 26"58 |      |
| 11   | 2        | 7      | Ariel Hayon        | Israele     | 26"59 |      |
| 12   | 2        | 2      | Emilie Beckmann    | Danimarca   | 26"64 |      |
| 13   | 1        | 8      | Julia Ullmann      | Svizzera    | 26"78 |      |
| 14   | 1        | 2      | Jessica Felsner    | Germania    | 26"82 |      |
| 15   | 1        | 1      | Lora Komoróczy     | Ungheria    | 26"83 |      |
| 16   | 2        | 1      | Mariangela Boitsuk | Estonia     | 26"88 |      |

### Finale
| Pos.    | Corsia | Atleta            | Nazionalità | Tempo | Note |
| ------- | ------ | ----------------- | ----------- | ----- | ---- |
| Oro     | 4      | Sara Junevik      | Svezia      | 25"68 |      |
| Argento | 3      | Roos Vanotterdijk | Belgio      | 26"08 |      |
| Bronzo  | 5      | Anna Ntountounaki | Grecia      | 26"18 |      |
| 4       | 2      | Tamara Potocká    | Slovacchia  | 26"21 |      |
| 5       | 7      | Julie Kepp Jensen | Danimarca   | 26"22 |      |
| 6       | 6      | Paulina Peda      | Polonia     | 26"25 |      |
| 7       | 1      | Jana Pavalić      | Croazia     | 26"26 |      |
| 8       | 8      | Anna Dowgiert     | Polonia     | 26"58 |      |